# Grote blauwe octopus
De grote blauwe octopus (Octopus cyanea) is een octopus uit de familie Octopodidae.
Het type specimen is verzameld in Australië en is nu te vinden in het Natural History Museum in Londen.

## Kenmerken
O. cyanea kan een mantellengte bereiken van 16 cm. Met zijn tentakels erbij is hij 80 cm groot.

## Leefwijze
Het dier jaagt overdag in de koraalriffen, beschermd door zijn bijzondere vermogen om op te gaan in zijn omgeving.
Bij de grote blauwe octopus is vastgesteld dat de vrouwtjes de mannetjes waarmee ze paren soms verstikken - door de toevoer met vers water met behulp van de tentakels af te sluiten - en opeten.

## Verspreiding en leefgebied
Deze soort komt voor in de Grote Oceaan en Indische Oceaan van Hawaï tot de oostkust van Afrika.